# Alleins
Alleins je obec ve Francii v departementu Bouches-du-Rhône.

## Poloha
Obec leží 35 kilometrů severozápadně od města Aix-en-Provence a 13 kilometrů severně od města Salon-de-Provence. Nedaleko protéká řeka Durance.
Alleins sousedí na severu a východě s obcí Mallemort, na jihovýchodě s Vernègues, s Aurons na jihu, s Lamanon na západě a konečně na severozápadě s vesničkou Sénas.

## Obecní znak
Obecní znak tvoří v červeném gotickém štítě položených deset zlatých kosočtverců ve třech řadách nad sebou v poměru 4:4:2 dotýkajících se společně svými vrcholy.

## Pamětihodnosti
- zřícenina hradu z 15. století
- historické centrum
- kaple svatého Jana ze 12. století

## Dopravní obslužnost
Přibližně dva kilometry od středu obce se nachází silnice N7, která ji, mimo jiné, spojuje s Avignonem.

## Vývoj počtu obyvatel
| Rok            | 1962 | 1968 | 1975 | 1982 | 1990 | 1999 | 2008 |
| Počet obyvatel | 969  | 975  | 1041 | 1224 | 1759 | 2070 | 2437 |